# Stelis schlechteriana
Stelis schlechteriana är en orkidéart som beskrevs av Leslie Andrew Garay. Stelis schlechteriana ingår i släktet Stelis och familjen orkidéer. Inga underarter finns listade i Catalogue of Life.